# Comme des mouches (James Tiptree, Jr)
Comme des mouches (titre original en anglais : The Screwfly Solution) est une nouvelle de science-fiction parue en 1977 de Raccoona Sheldon, un pseudonyme de la psychologue et autrice de science-fiction américaine Alice Sheldon, mieux connue sous son autre nom de plume James Tiptree, Jr. 

## Contexte
Comme des mouches reprend le thème d'une humanité rendue fragile par ses pulsions sexuelles, faille que des extraterrestres pour en exacerber la violence afin de tuer l'humanité pour pouvoir jouir de la planète. Les aliens y parviennent en disséminant un virus dans l'atmosphère.
C'est une nouvelle de science-fiction classique, mais qui se préoccupe de la notion de féminicide, et du fait que tuer des femmes est un fait sociétal récurrent. Raccona Sheldon avait couvert la page de garde de la nouvelle de titre de journaux à sensation, tels que « Le corps d'une femme battue retrouvé », « Les corps d'une adolescente de 13 ans retrouvé dans les bois de Fairfax ». Bien que la nouvelle soit souvent décrite comme une condamnation radicale de la violence masculine, on oublie souvent que Sheldon n'attribue pas l'apanage de la violence aux hommes dans l'histoire. La fin de la nouvelle se termine d'ailleurs par les mots « Ci-gît le deuxième primate le plus méchant sur Terre ». De même, les femmes sont elles-mêmes touchées par le virus qui exacerbe leur passivité et la rend extrême, les empêchant de se défendre. Sheldon utilise ici le concept biologique de lordose pour étayer scientifiquement cette réaction,.
Le titre fait référence à la technique des insectes stériles, une technique d'éradication de la population de mouches à vis par la libération de grandes quantités de mâles stérilisés qui entreraient en concurrence avec les mâles fertiles, réduisant ainsi davantage la population indigène à chaque génération. Cette histoire concerne une distorsion similaire de la sexualité humaine avec des résultats désastreux,.
Lorsque l'histoire a été publiée pour la première fois en juin 1977, l'identité d'Alice Sheldon en tant que Tiptree et « Raccoona » Sheldon était inconnue du public ou de quiconque dans la communauté de la science-fiction; une série d'événements déclenchés par la mort de la mère de Sheldon, Mary Hastings Bradley, en octobre 1977, aboutit à la révélation de l'identité derrière les noms de plume à la fin de la même année,.
Comme des mouches est considérée comme un des textes emblématiques de la science-fiction et de la science-fiction féministe,,. 
La nouvelle a reçu le prix Nebula de la meilleure nouvelle longue 1977 et a été adapté en téléfilm,.

## Résumé
L'histoire démarre par un échange de lettres et de coupures de presse entre Alan, un scientifique travaillant sur l'éradication des parasites en utilisant la technique des insectes stériles en Colombie, et sa femme Anne Alstein, qui est chez elle aux États-Unis. Le couple se préoccupe d'une épidémie de meurtres de femmes organisés par des hommes devenus fous furieux.
Les meurtriers pensent que leurs actes émanent d'un instinct naturel et construisent des rationalisations misogynes élaborées pour les justifier. Un nouveau mouvement religieux se répand également, nommé « Les fils d'Adam » qui croient que les femmes sont mauvaises, que le jardin d'Eden était un paradis avant l'introduction des femmes, et que Dieu leur intime de se débarrasser de toutes les femmes, avant de leur donner une vie éternelle et de leur révéler une autre façon de se reproduire. La religion apparaît inopinément avant les meurtres organisés, et peu est fait pour arrêter la propagation de l'idéologie. Les actions d'expulsion des femmes des zones contrôlées par les hommes ne sont pas non plus empêchées.
Pendant ce temps, les femmes restent étrangement passives au milieu des vagues de meurtres. Quelques-unes ripostent, comme trois femmes qui volent un avion de l'Air Force et bombardent Dallas, mais il n'y a pas de résistance organisée.
Les informations concernant les meurtres sont d'abord censurées, car le gouvernement pense qu'il s'agissait d'un cas d'hystérie psychologique de masse et qu'il pourrait être étouffé en supprimant les nouvelles, empêchant ainsi la propagation de l'hystérie.
Cependant, une minorité de scientifiques découvrent la vérité : une sorte d'agent infectieux se propage dans l'atmosphère, transformant les pulsions sexuelles masculines humaines en meurtres violents. Pendant ce temps, les pulsions sexuelles féminines humaines se sont muées en une forme de passivité généralisée et extrême : les femmes restent immobiles, tétanisées et ne réagissent pas à l'agression des hommes
Alan, qui est un homme sensible et bienveillant, se rend compte bientôt que lui-même succombe même s'il tente de résister aux pulsions et de mettre en garde sa femme et sa fille en les suppliant de ne pas venir le voir ni de le laisser entrer chez elles. Malheureusement, sa femme et sa fille adolescente ont un certain nombre de conflits mère-fille : la fille refuse de croire les avertissements de sa mère au sujet de son père. Elle s'échappe pour rendre visite à son père, et il la tue, se suicidant juste après avoir commis son acte.
Anne fuit vers le nord, vers le Canada, car la maladie a émergé dans les zones tropicales et n'a pas encore atteint le Nord. Après la mort de la plupart des femmes, les hommes adultes commencent à assassiner des garçons. En fin de compte, Anne, poursuivie par toute une société pratiquant le féminicide, découvre la source et la motivation derrière la pandémie : une espèce extraterrestre provoque intentionnellement la destruction de la race humaine afin que les extraterrestres puissent s'approprier la Terre.

## Postérité
Comme des mouches a été adapté en téléfilm par le scénariste Sam Hamm et le réalisateur Joe Dante pour la série Masters of Horror du réseau Showtime, dont la première a eu lieu le 8 décembre 2006. Il y est a également fait référence dans Honeysuckle & Pain, troisième roman de la série The Familiar de Mark Danielewski.

## Base scientifique
En 1925, le concept de rage simulée (en) a été proposé pour décrire les comportements de rage chez les animaux dont le cortex cérébral a été retiré. Il s'agit d'une découverte précoce du lien entre le système nerveux central et les comportements agressifs.
Un article de 1928 a démontré que la stimulation électrique de l'hypothalamus peut induire un comportement d'attaque chez les chats.
Un article de 2011 a démontré que la stimulation optogénétique des neurones de l' hypothalamus ventromédian pousse les souris mâles à attaquer à la fois les femelles et les objets inanimés, ainsi que les mâles. De plus, il a été découvert « des sous-populations neuronales distinctes mais qui se chevauchent et qui sont impliquées dans les combats et l'accouplement. Les neurones activés lors de l'attaque sont inhibés lors de l'accouplement, ce qui suggère un potentiel substrat neuronal pour la compétition entre ces comportements sociaux adverses ».